# Oliveiro Álvarez González
Oli, właśc. Oliverio Jesús Álvarez González (ur. 2 kwietnia 1972 w Oviedo) – piłkarz hiszpański grający na pozycji napastnika. W swojej karierze 2 razy wystąpił w reprezentacji Hiszpanii i strzelił w niej 1 gola.

## Kariera klubowa
Karierę piłkarską Oli rozpoczął w klubie Real Oviedo. W latach 1990–1994 grał w rezerwach Betisu. W międzyczasie w 1993 roku bywał powoływany do kadry pierwszego zespołu. 9 stycznia 1993 roku zadebiutował w Primera División w zremisowanym 0:0 domowym spotkaniu z Albacete Balompié. W sezonie 1994/1995 stał się podstawowym zawodnikiem Realu i w kolejnych sezonach był najlepszym strzelcem zespołu.
Latem 1997 roku Oli przeszedł z Realu do Realu Betis. W Betisie zadebiutował 31 sierpnia 1997 roku w wygranym 3:1 wyjazdowym spotkaniu z Realem Valladolid. W Betisie stworzył atak z Alfonso Pérezem. W sezonie 1999/2000 spadł z Betisem do Segunda División.
W 2000 roku Oli wrócił do Realu Oviedo, jednak w 2001 roku przeżył z nim degradację do drugiej ligi. W Realu grał jeszcze przez kolejne dwa sezony, a następnie latem 2003 przeszedł do Cádizu CF. W 2005 roku awansował z nim do Primera División, a w 2006 roku zakończył karierę.
| Sezon   | Klub          | Kraj      | Rozgrywki          | Mecze | Bramki |
| ------- | ------------- | --------- | ------------------ | ----- | ------ |
| 1990/91 | Real Oviedo B | Hiszpania | Segunda División B | ?     | ?      |
| 1991/92 | Real Oviedo B | Hiszpania | Segunda División B | ?     | ?      |
| 1992/93 | Real Oviedo   | Hiszpania | Primera División   | 1     | 0      |
| 1992/93 | Real Oviedo B | Hiszpania | Segunda División B | ?     | ?      |
| 1993/94 | Real Oviedo   | Hiszpania | Primera División   | 4     | 0      |
| 1993/94 | Real Oviedo B | Hiszpania | Segunda División B | ?     | ?      |
| 1994/95 | Real Oviedo   | Hiszpania | Primera División   | 27    | 9      |
| 1995/96 | Real Oviedo   | Hiszpania | Primera División   | 38    | 11     |
| 1996/97 | Real Oviedo   | Hiszpania | Primera División   | 41    | 20     |
| 1997/98 | Real Betis    | Hiszpania | Primera División   | 35    | 9      |
| 1998/99 | Real Betis    | Hiszpania | Primera División   | 32    | 9      |
| 1999/00 | Real Betis    | Hiszpania | Primera División   | 24    | 1      |
| 2000/01 | Real Betis    | Hiszpania | Segunda División   | 1     | 0      |
| 2000/01 | Real Oviedo   | Hiszpania | Primera División   | 28    | 15     |
| 2001/02 | Real Oviedo   | Hiszpania | Segunda División   | 32    | 5      |
| 2002/03 | Real Oviedo   | Hiszpania | Segunda División   | 36    | 8      |
| 2003/04 | Cádiz CF      | Hiszpania | Segunda División   | 37    | 11     |
| 2004/05 | Cádiz CF      | Hiszpania | Segunda División   | 40    | 10     |
| 2005/06 | Cádiz CF      | Hiszpania | Primera División   | 29    | 1      |

## Kariera reprezentacyjna
W reprezentacji Hiszpanii Oli zadebiutował 24 września 1997 roku w wygranym 3:1 spotkaniu eliminacji do MŚ 1998 ze Słowacją. Swoje drugie i ostatnie spotkanie w kadrze narodowej rozegrał 11 października 1997 przeciwko reprezentacji Wysp Owczych. Hiszpania wygrała 3:1, a Oli strzelił jedną z bramek.
| Mecze i gole w reprezentacji | Mecze i gole w reprezentacji | Mecze i gole w reprezentacji | Mecze i gole w reprezentacji | Mecze i gole w reprezentacji | Mecze i gole w reprezentacji | Mecze i gole w reprezentacji |
| #                            | Data                         | Stadion                      | Rywal                        | Wynik                        | Gol                          | Rozgrywki                    |
| 1997                         | 1997                         | 1997                         | 1997                         | 1997                         | 1997                         | 1997                         |
| ---------------------------- | ---------------------------- | ---------------------------- | ---------------------------- | ---------------------------- | ---------------------------- | ---------------------------- |
| 1.                           | 24.09.1997                   | Bratysława, Słowacja         | Słowacja                     | 2:1                          | 0                            | el. MŚ 1998                  |
| 2.                           | 11.10.1997                   | Gijón, Hiszpania             | Wyspy Owcze                  | 3:1                          | 1                            | towarzyski                   |